# Ruilverkaveling
Ruilverkaveling is kavelruil, in de Nederlandse situatie op grond van de in 1924 tot stand gekomen eerste ruilverkavelingswet, in België op grond van de wet van 22 juli 1970.
Ruilverkaveling is een proces waarin grondeigenaren en/of gebruikers van de bodem in een agrarisch gebied hun kavels met elkaar ruilen, waarbij in Nederland het Kadaster een wezenlijke rol speelde bij het borgen van de rechtszekerheid van deelnemers. 
De gedachte achter ruilverkaveling is dat alle deelnemers daarvan beter worden, onder andere doordat de percelen worden vergroot, de rijafstanden verkleind en de onderhoudskosten van sloten en perceelsafscheidingen afnemen. Ook vallen veel beperkingen weg die eerder bestonden doordat men rekening moet houden met zijn buren. Voorlopers waren onder andere de markendeling en de herverdeling van essen, hooilanden en kwelders in de 19e eeuw, waar de gebruiksrechten eerder beperkt waren door collectieve voorschriften.
Ruilverkavelingen werden populair in het voetspoor van de landbouwmechanisatie, met name door voorbeelden uit de Verenigde Staten. Het idee werd door vele (Noord- en West-Europese) regeringen met enthousiasme begroet.
Het belangrijkste doel was het vergroten van de rentabiliteit van de agrarische bedrijven, met name door de aanpassing van waterhuishouding, ontsluiting en verdere infrastructuur. Ook werden verouderde juridische constructies als erfdienstbaarheden afgebouwd. Overheden hebben lange tijd ruilverkavelingen gestimuleerd om de voedselproductie te stimuleren, waardoor voedselprijzen laag bleven. Een neveneffect was schaalvergroting en het verdwijnen van kleinere, minder levensvatbare bedrijven.
Door de moderne ruilverkaveling veranderde de indeling van de percelen. In de regel ontstonden grotere en vlakkere kavels. Dit heeft weer effect op de aanblik van het landschap en op de natuurwaarden. Zo verdwenen veel landschapselementen als sloten, greppels, houtwallen, bosschages, gewelfde akkers, natuurlijke oneffenheden en onverharde wegen. Er worden verharde wegen en bredere watergangen aangelegd en de algehele waterhuishouding wordt aangepast, onder andere door de aanleg van drainage en ontwateringsgemalen. Bij grotere ruilverkavelingen wordt in het buitengebied de bestaande agrarische bebouwing rond de dorpen verplaatst en vervangen door nieuwe ruilverkavelingsboerderijen aan doorgaande wegen.

## Nederland

### Grote mate van landversnippering
Aan het eind van de 19e eeuw werd men zich er van bewust dat het droevig gesteld was met de verkavelingstoestand in Nederland. Processen zoals demografische druk, landtekort, opkomst van kunstmest, stijgende pachtprijzen en productspecialisatie hadden tot schaalverkleining geleid. Als voorbeeld, tussen 1883 en 1910 nam het aantal landgebruikers die minder dan 5 hectare grond tot hun beschikking hadden toe van 44,6% naar 52,4%. Als gevolg van de schaalverkleining bestonden landbouwbedrijven uit vele kleine percelen. De percelen lagen zelden aan elkaar, wat vervoerstijd kostte en mechanisering bemoeilijkte, en veel land ging verloren aan wegen en landscheidingen.
Alhoewel kavelruil tussen private eigenaren altijd heeft plaatsgevonden, was de rol van de overheid hierin uitermate beperkt. De enige rol die de overheid sinds de middeleeuwen had was het correct administreren van het bezit, zodat de belastingen juist geïnd konden worden. De Nederlandsche Heidemij en de Vrijzinnig-Democratische Bond zetten het onderwerp van ruilverkaveling eind 19e eeuw op de politieke agenda. De overheid liet het eerste instantie aan de Nederlandsche Heidemij over om, gesteund door een subsidie, een propagandacampagne te voeren om zo ruilverkavelingen op vrijwillige basis van de grond te krijgen.
Op deze manier lukte het om de eerste echte ruilverkaveling tussen 1913 en 1920 plaats te laten vinden in de Ballumer Mieden op Ameland. Het aantal percelen ging van 3659 naar 500. Een groot succes, aangezien kort daarvoor een soortgelijk project in Nieuwleusen (1915) nog was mislukt. Andere succesvolle projecten volgden, zoals Dalfsen (1918-1924) en Gieten (1918). Dit betekende echter niet dat het overal goed ging. In 1919 liep een ruilverkaveling in de Noordlaarder Made in het oosten van de Oostpolder te Noordlaren stuk op de tegenwerking van een van de eigenaren. In Hollum lukte het evenmin om de ruilverkaveling van de grond te krijgen, van de dertien tegenstribbelaars bleef er uiteindelijk één over die weigerde mee te doen.

### De komst van een wettelijk kader
De voedselschaarste gedurende de Eerste Wereldoorlog zorgde ervoor dat de overheid zich actiever ging bemoeien met de agrarische sector. Het ging daarbij niet alleen om betere kwaliteitscontrole via proefstations of het opzetten van agrarisch onderwijs, maar om het stimuleren van opbrengstverhoging en kostenverlaging. Ondanks de successen van de Nederlandse Heidemij werd de vraag prangender of maatregelen vanuit de overheid niet noodzakelijk waren. Dat ruilverkavelingen nu geheel op vrijwillige basis plaatsvonden, en er geen wettelijke basis was die er voor zorgde dat projecten ook door konden gaan als een minderheid tegen was, zorgden voor veel problemen. Het ontwerpen van een wet was echter niet eenvoudig omdat deze in zou kunnen gaan tegen de heersende opvattingen van contractvrijheid en eigendomsrecht. Er moest dan immers land 'onteigend' worden. Voorstanders van ruilverkaveling wezen er echter op dat men na de onteigening ook weer land terug kreeg.
Uiteindelijk werd in 1924 Wet op de Ruilverkaveling een wettelijke basis verleend aan de ruilverkavelingen. De wet was enkel van toepassing op gronden met agrarisch gebruik. Tot de eerste aanpassing van de wet in 1938 werd slechts 20.000 hectare in uitvoer genomen, waarvan 9000 hectare land succesvol opnieuw was verkaveld. De belangstelling van boeren was beperkt, onder andere door de hoge kosten. Het zou tot na de Tweede Wereldoorlog duren voordat er echt krachtig werd ingezet op ruilverkaveling. Voor die tijd waren er echter al wel een aantal voorbeelden van grootschalige verkaveling zoals in heideontginningsgebieden.  
|                  | Gebied                          | Gemiddelde kaveloppervlakte in ha | Gemiddelde aantal kavels per bedrijf |
| ---------------- | ------------------------------- | --------------------------------- | ------------------------------------ |
| Goed verkaveld   |                                 |                                   |                                      |
|                  | Centrale Bouwstreek (Groningen) | 9,1                               | 1,9                                  |
|                  | Wieringermeer                   | 21,9                              | 1,4                                  |
|                  | Middengewest (Noord-Holland)    | 3,6                               | 3,3                                  |
|                  | Noord-Beveland                  | 5,8                               | 3,5                                  |
| Slecht verkaveld |                                 |                                   |                                      |
|                  | Drents zandgebied               | 1,9                               | 6,2                                  |
|                  | Overijssels weidegebied         | 2,7                               | 3,8                                  |
|                  | Overveluw                       | 1,7                               | 3,9                                  |
|                  | Oost-Veluwe                     | 2                                 | 3,3                                  |
|                  | Geestmerambacht (Noord-Holland) | 1,1                               | 5,2                                  |
|                  | Maaskant (Noord-Brabant)        | 1,7                               | 5,4                                  |
|                  | Zuid-Limburg                    | 0,8                               | 4,3                                  |
| Nederland        | Nederland                       | 2,5                               | 4,3                                  |

Aanpassingen van de ruilverkavelingswet zorgden ervoor dat het aantal aanvragen gestaag toenam, zeker vanaf het begin van de jaren vijftig. Doordat niet alle vragen tegelijk afgehandeld konden worden introduceerde men een manier om de urgentie van de plannen te bepalen. Na de introductie van deze urgentiebepaling in 1958 werd er jaarlijks minstens 50.000 hectare aan ruilverkavelingsprojecten in uitvoer genomen. Zodoende verbeterde de ontsluiting van het Nederlandse platteland in een decennium drastisch. Het is dan ook niet verwonderlijk dat ruilverkaveling wordt gezien als de grootste bron van landschapsverandering tussen 1950 en 1980.

### Van ruilverkaveling naar landinrichting
De originele Wet op de Ruilverkaveling van 1924 kende verschillende beperkingen, zoals de noodzaak voor een dubbele meerderheid en de kosten voor de agrariërs, waardoor de wet herhaaldelijk werd aangepast. De grootste verandering vond plaats in 1954, omdat de ruilverkavelingen steeds omvattender en complexer werden. Het samenvoegen van de eigendomspercelen, de aanleg van (veelal onverharde) wegen en het verbeteren van de ontwatering waren niet meer afdoende. De wet van 1954 moest het mogelijk maken  grote gebieden aan te pakken met een ontwikkelingsplan.
Er kwam echter steeds meer kritiek vanuit de maatschappij op de manier waarop ruilverkavelingen werden uitgevoerd. Een ruilverkaveling diende volledig het belang van de agrarische sector. Door het vergroten van perceeloppervlakken en verkleinen van het aantal percelen per bedrijf verdwenen perceelgrenzen, zoals heggen, houtwallen en bomenrijen. Vanaf het midden van de jaren zestig werd er in toenemende mate gediscussieerd over de relatie tussen landbouw enerzijds en natuur en landschap anderzijds. De behoefte om ruilverkavelingen ook te gebruiken in het belang van natuur en landschap, infrastructuur (verkeersinfrastructuur en waterbeheer), openluchtrecreatie of cultuurhistorie werd steeds groter. Daarom werd in 1985 de Wet op Ruilverkaveling vervangen door de Landinrichtingswet die wel dit integraler doel diende. Met deze wet werden twee nieuwe vormen van landinrichting geïntroduceerd: herinrichting en aanpassingsinrichting. Met deze vormen van landinrichting werden onteigening voor algemeen belang en ruilverkaveling voor infrastructurele doeleinden mogelijk. 
Door betrokkenheid van vele verschillende organisaties, zoals het Rijk, provincie, gemeenten en Unie van Waterschappen, ontstond er discussie over de programmering, financiering en uitvoering van inrichting. Uiteindelijk werden afspraken hierover in 2006 wettelijk vastgelegd in de Wet inrichting landelijk gebied (WILG). In praktisch opzicht veranderde er weinig in vergelijking tot de vorige Landinrichtingswet.
Uiteindelijk zou tussen 1 januari 1950 en 31 december 1995 circa 1,8 miljoen hectare landbouwgrond betrokken zijn bij ruilverkavelingsprojecten. Ter vergelijking: het areaal landbouwgrond bedroeg in 1995 circa 2,3 miljoen hectare. Het aantal kavels per bedrijf en de kavelgrootte veranderde behoorlijk. Waar in 1950 de kavels gemiddeld nog 2,5 hectare besloegen, was in 1990 de kavelomvang toegenomen tot gemiddeld 5 hectare. Daarna nam de omvang weer iets af, naar 4,3 hectare in 2008. Het gemiddeld aantal kavels per bedrijf nam af van 4,5 in 1950 naar 3,3 in 1979, om vervolgens te stijgen naar 6,2 in 2008. De stijging van het aantal kavels is een gevolg van de afname van het aantal bedrijven en schaalvergroting bij de overblijvende bedrijven.

## België
In België werd met ruilverkaveling gestart in 1956, met als doel het verbeteren van de landbouwstructuur. In 1970 werd een nieuwe wet aangenomen; de wet van 22 juli 1970 op de ruilverkaveling van landeigendommen. Daarbij ontstond de mogelijkheid ruilverkaveling uit te voeren in het kader van landschapszorg. In 1978 werd deze wet weer aangevuld met meer mogelijkheden voor natuur- en milieuzorg.